# Юрченко Павло Юрійович
Павло́ Ю́рійович Ю́рченко — полковник Служби безпеки України.

## Нагороди
21 серпня 2014 року — за особисту мужність і героїзм, виявлені у захисті державного суверенітету та територіальної цілісності України, вірність військовій присязі під час російсько-української війни, відзначений — нагороджений орденом Богдана Хмельницького III ступеня.
21 березня 2019 року — за особисті заслуги у зміцненні національної безпеки, мужність, високий професіоналізм та зразкове виконання службового обов’язку — нагороджений орденом «За мужність» III ступеня.